# IC 2553
IC 2553 је планетарна маглина у сазвјежђу Прамац која се налази на листи објеката дубоког неба у Индекс каталогу.
Деклинација објекта је - 62° 36' 47" а ректасцензија 10h 9m 20,9s. Привидна величина (магнитуда) објекта IC 2553 износи 10,3 а фотографска магнитуда 13,0. IC 2553 је још познат и под ознакама PK 285-5.1, ESO 127-PN10, CS=12.9.